# جنبوزة
الجَنْبُوزَة أو تفاح الورد أو خوخ مَلابار شجرة مثمرة من فصيلة الآسيات. منبتها الأصيل بلاد الهند ومنها انتقلت إلى جميع الأصقاع الحارة. أوراقها عروة معنَّقة متقابلة اهليلجية النصل. أزهارها جميلة الشكل كبيرة القد طرفية الارتكاز. ثمارها نووية حمراء اللون وردية العرف حجمها حجم التفاحة وهي مأكولة مستحبة الطعم. تستحضر من عصيرها مرطب صحي جزيل النفع.